# Rzędzimir
Rzędzimir – staropolskie imię męskie, złożone z członu Rzędzi- ("rządzić") oraz członu -mir ("pokój, spokój, dobro"). Może oznaczać "ten, którego rządy zapewniają pokój".
Rzędzimir imieniny obchodzi 27 marca.